# Belén de Sárraga
Belén de Sárraga Hernández (* 10. Juli 1874 in Valladolid; † 9. September 1950 in Mexiko-Stadt) war eine spanische Journalistin, Feministin und Freimaurerin.
Sie war aktiv erst in Spanien, dann zu Beginn des 20. Jahrhunderts in ganz Südamerika und wurde schließlich eingebürgerte mexikanische Staatsbürgerin. Während der Zeit der mexikanischen Revolution in den 1920er Jahren war sie eine antiklerikale Aktivistin und hielt von den Revolutionsregierungen geförderte Vorträge im ganzen Land. Sie war in der Politik der Zweiten Spanischen Republik aktiv, bevor sie ins Exil wieder nach Mexiko ging.

## Leben
Sárraga wurde zur Zeit des demokratischen Sexenio Revolucionario in Valladolid geboren. Sie wurde als erstgeborene Tochter von Vicente de Sárraga Rengel, einem spanischen Hauptmann der Infanterie, der jedoch aus Puerto Rico stammte, Republikaner und Freimaurer war und aus einer bürgerlichen Familie stammte, und Felisa Hernández Urgón, aus Valladolid und aus einfachen Verhältnissen, zwei Jahre vor der standesamtlichen Heirat der Eltern 1874 geboren. 1877 heirateten die Eltern auch kirchlich.
Von 1880 bis 1888 lebte die Familie nach Puerto Rico, wo Sárraga ein Lehramtsstudium aufnahm und so Zugang zu einer aufgeklärten Bildung erhielt. Der Vater verließ die Familie und heiratete später neu. 1889 starb die Mutter, und Sarraga und ihr Bruder Rafael wurden in die Obhut ihrer Großmutter mütterlicherseits, Ana Urgón, gegeben, die zwar Analphabetin war, aber sich um ihre Enkel zu kümmerte.
Sárraga lernte Emilio Ferrero Balaguer kennen, einen republikanisch gesinnten Kaufmann und Freimaurer. Mit ihm zog sie, ihren Bruder mitnehmend, 1890 nach Barcelona und sie integrierten sich schnell in die republikanischen Kreise der Stadt. Balaguer und sie heirateten 1890 (oder 1894). Das Paar hatte drei Kinder: Liberty, Demophilus Danton und Victor Volney. Sárraga äußerte, dass sie einen Gefährten fürs Leben wie für ihre Ansichten gefunden habe, einen „Seelenverwandten“. In ihm fand sie auch einen Mentor, mit dessen Unterstützung sie ihre Ideen auf Konferenzen, Tagungen, Kundgebungen und anderen Veranstaltungen einbringen konnte. Sie wurde schnell als Rednerin und Artikelschreiberin in der Presse von Barcelona und Madrid bekannt. Die Ehe endete 1911 mit einer Scheidung; es wird kolportiert, dass die zunehmende Berühmtheit Sárragas zu Differenzen zwischen dem Paar führte.
Sárraga absolvierte ein Medizinstudium an der Universität Barcelona, wo sie nach der Exkommunikation des Naturforschers Odón de Buen durch den Heiligen Stuhl wegen der Veröffentlichung seiner auf den Index gesetzten Historia Natural einen Protest gegen seine Entlassung organisierte. Sie war auch Mitarbeiterin der spiritistischen Zeitschrift La Luz del Porvenir in Barcelona. Sie war eine begeisterte Leserin von Pierre-Joseph Proudhon, Michail Bakunin und Pjotr Alexejewitsch Kropotkin und eine selbsternannte „geistige Tochter“ von Francisco Pi i Margall, Eduardo Benot und Nicolás Estévanez Murphy, Olympe de Gouges, Madame de Stäel, George Sand und Louise Michel.

## Engagement
Sárraga war in einer Vielzahl von Vereinigungen, Verbänden und Vereinen tätig oder gründete sie: 1895 gründete sie in Valencia die Federación de Grupos Femeninos den Verband der Frauengruppen und ein Jahr später in Barcelona die Asociación de Mujeres Librepensadoras, eine Organisation, die vom Gouverneur verboten wurde und zu ihrer Verhaftung führte. Auch in Valencia beteiligte sie sich an Kampagnen und Demonstrationen gegen die Monarchie und für die kubanische Unabhängigkeit. Im August desselben Jahres wurde sie während einer Demonstration für die Unabhängigkeit verhaftet. Am Ende des Jahres wurde sie Mitglied der Freimaurerloge „Severidad“. Im Jahr 1896 gründete sie La Conciencia Libre in Valencia. 1897 war sie Präsidentin der Asociación General Femenina en Valencia und gründete Ende des Jahres die Federación de Sociedades de Resistencia in Málaga, die auf 30.000 Mitglieder in 80 Gesellschaften anwuchs. 1899 gründete sie den Ableger der Asociación de Mujeres Librepensadoras auf Menorca. Zusammen mit Teresa Claramunt und Ángeles López de Ayala war sie Mitglied der anarchistischen Gruppe Gracia in Barcelona.
Ab dem Jahr 1900 sie die Wochenzeitung La Conciencia Libre neu heraus, deren politische Ausrichtung zu Dauerkonflikten mit Behörden und Justiz führte.
Wieder in Málaga organisiert sie 1902 zusammen mit Alejandro Lerroux und Rodrigo Soriano Arbeiter- und Bauerngenossenschaften sowie Freidenkerverbände. In Córdoba schloss sie sich der libertären Gesellschaft Los Amigos del Progreso an und beteiligte sich an der Gewerkschaftsorganisation von Arbeitergewerkschaften. 1903 trat sie der Partido de Unión Republicana bei, einer kurzlebigen Partei, die in dem Jahr an den Wahlen erstmalig teilnahm.
1904 wurde sie zu zwei Monaten und einem Tag schwerem Arrest verurteilt, weil sie vor dem Hotel, in dem sie wohnte, eine Rede gegen General Camilo García de Polavieja gehalten hatte, in der sie den General für die Hinrichtung des Dichters und philippinischen Unabhängigkeitshelden José Rizal kritisierte.
Sie nahm als Vertreterin der Freimaurerloge „Virtud de Málaga“ am XIII. Internationalen Freidenker-Kongress 1906 in Buenos Aires teil. Nach zahlreichen Einladungen, Vorträge zu halten, verlängerte sie ihren Aufenthalt um mehrere Monate. Sie siedelte 1907 nach Uruguay über. Dort gründete sie im gleichen Jahr die Asociación de Damas Liberales. 1910 vertrat sie für diese Organisation Uruguay auf dem Primer Congreso Femenino Internacional de la República Argentina. Von 1908 bis 1910 war sie Leiterin der Zeitung El Liberal de Uruguay. Sie schrieb auch für die Zeitung El Día, die vom ehemaligen Präsidenten der Republik José Batlle y Ordóñez gegründet worden war, mit dem sie sich anfreundete, nachdem er nach Uruguay zurückgekehrt und zum zweiten Präsidenten gewählt worden war (1911–1915).
Mehr als zwei Jahrzehnte lang reiste sie in ihrem „Exil“, wie sie es selbst nannte, durch Süd- und Mittelamerika und verbreitete ihre Ansichten, die Freidenkertum mit einem neuen Status für Frauen in einer säkularen Gesellschaft, frei von der Unterwerfung durch die katholische Kirche, verbanden. Von Montevideo aus dehnte sie ihre Tätigkeit auf die Nachbarländer aus. Ihre erste große Tournee begann im Oktober 1911 und dauerte mehr als zwei Jahre. Sie besuchte fast alle lateinamerikanischen Länder: Mexiko, Brasilien, Kuba, Puerto Rico, Venezuela, Costa Rica, Peru, Chile, Guatemala und Panama. Dort war sie in vielerlei Hinsicht aktiv: Sie hielt Vorträge, gründete Vereine und förderte die Herausgabe von Zeitungen, immer kritisch begleitet von katholischen Presse. In dieser Zeit sammelte sie auch das Material für ihr späteres Hauptwerk, El clericalismo en América.
Im Februar 1913 besuchte sie auf Einladung von Luis Emilio Recabarren den Norden Chiles, um eine Reihe von öffentlichen Vorträgen zu halten.  Als Folge ihres Besuchs und auf Initiative von Recabarrens Lebensgefährtin Teresa Flores wurde das Centro Femenino Anticlerical Belén de Sárraga gegründet. Die Zeitung La Razón veröffentlichte ein Pamphlet, die Zeitung El Despertar de los Trabajadores kündigte ihre Vorträge an und veröffentlichte einige ihrer Kolumnen, verteidigte sie gegen Angriffe konservativer chilenischer Kreise und förderte ihre Ideen. Außerdem wurde sie von der Zeitung El Mercurio.
Von 1915 bis 1921 lebte Sárraga in Buenos Aires und wurde 1915 Mitglied des Präsidiums der Freimaurerloge „El Derecho Humano“, wo sie den 33. Grad erhielt. Danach siedelte sie nach Mexiko um. Dort gab sie von 1925 bis 1928 die Zeitschrift Rumbos Nuevos heraus und war gleichzeitig Lehrerin an mehreren weltlichen Schulen. 1926 erhielt sie die mexikanische Staatsbürgerschaft. Sie arbeitete in der Folgezeit mit dem uruguayischen Präsidenten José Batlle, mit Felipe Carrillo, dem Gouverneur der Halbinsel Yucatán, und mit den mexikanischen Präsidenten Francisco Madero, Álvaro Obregón und Plutarco Elías Calles zusammen.
Nach einer langen aktiven Zeit in Mexiko unternahm De Sárraga eine neue Reise durch die Länder der südlichen Hemisphäre: Ecuador, Chile, Argentinien, Uruguay und Brasilien, wo sie im Juni 1931 an einem internationalen feministischen Kongress in Rio teilnahm. Obwohl sie in Ecuador auf den größten Widerstand der katholischen Kirche stieß, gelang es ihr zusammen mit der Journalistin Zoila Ugarte die Federación Anticlerical Femenina zu gründen. Nachdem sie Morddrohungen erhalten hatte, forderte die Regierung sie auf, das Land zu verlassen. Mit der Ausrufung der Zweiten Spanischen Republik kehrte sie daher 1931 nach Spanien zurück und nahm in Málaga an den Feierlichkeiten zum 100. Jahrestag des Geburtstages von José María Torrijos teil. Sie kandidierte 1933 für den Partido Republicano Democrático Federal für Málaga, gewann jedoch keinen Sitz. Nach Kriegsende suchte sie Zuflucht bei der mexikanischen Botschaft in Madrid, die sie nach Frankreich überstellte, von wo aus sie sich nach Mexiko einschiffte. Dort wurde sie Mitglied des Ateneo Pi y Margall war, einem Treffpunkt für Anarchisten und Republikaner im Exil.
Obwohl ihre Ansätze mit dem Anliegen der Gleichstellung der Frau zusammenfielen, stimmten sie nicht mit den Postulaten der zentralen Strömungen des Feminismus überein. Ihre Argumente kamen vom Antiklerikalismus und der religiösen Unterdrückung insbesondere in Lateinamerika; ihr Projekt der Emanzipation von dieser Unterdrückung richtete sich sowohl an Männer als auch an Frauen. Vor allem während ihres Aufenthalts in Spanien während der Zweiten Republik wurde sie mehrfach gebeten, zu diesem Thema Stellung zu nehmen. Sie war der Meinung, dass eine Frau in der Politik nicht nur die Forderungen der Frauen, sondern auch die Interessen der Menschheit im Auge haben sollte. Die politischen Rechte der Frauen würden nicht mit dem Wahlrecht enden. Sowohl Männer als auch Frauen hätten die Pflicht, für die Demokratie einzutreten. Bevor also Frauen das Wahlrecht erhalten konnten, musste die bürgerliche Gleichberechtigung, die noch nicht erreicht worden war, verwirklicht werden. Für sie wäre es notwendig, auf die Begriffe „Maskulinismus“ und „Feminismus“ zu verzichten und sie im Humanismus zu verschmelzen.
Sie starb 1950 in Mexiko im hohen Alter und mit finanziellen Problemen an einer Nierenentzündung. Ihre spanischen und mexikanischen Freunde hielten eine Totenwache nach freimaurerischem Ritus für sie ab, nach dem sie später eingeäschert wurde.

## Werke
Belén de Sárraga schrieb sowohl Prosa als auch Verse, und ihre Schriften wurden hauptsächlich in libertären Publikationen wie Adelante, El Amigo del Pueblo, El Obrero, El Porvenir del Obrero, La Protesta und in der Zeitung der Partido Obrero Socialista de Chile, El Despertar de los Trabajadores, veröffentlicht. Weitere Werke in Buch- als auch in Pamphletform sind:
- Minucias (Gedichte). Málaga 1902.
- Congreso Universal de Librepensadores de Ginebra. Málaga 1903.
- Conferencias sociológicas y de crítica religiosa, dadas en Santiago de Chile en enero y febrero de 1913. Santiago de Chile 1913.
- A través de un continente. El anticlericalismo en América. Lissabon 1914.
- La evolución de los pueblos y las congregaciones religiosas. Conferencias. Mexiko-Stadt 1915.
- La iglesia en la política. Mexiko-Stadt 1923.
- Conferencia sustentada por la eminente oradora Belén de Sárraga el domingo 4 de mayo de 1924 en el Teatro Maxim, con motivo del Homenaje a Felipe Carrillo Puerto, organizada por la «Agrupación Socialista de La Habana» (Vortrag der bedeutenden Rednerin Belén de Sárraga am …). Mexiko-Stadt 1924.
- La cuestión religiosa, Federación anticlerical Mexicana. Mexiko-Stadt 1926.
- La papisa Juana. Testimonio histórico contra el origen divino del Papado. Asunción 1931.
- El vicariato divino: síntesis de la vida pontificia en sus tres más importantes aspectos: político, moral y económico. Asunción 1931.

Zu Sárragas langjährigen Publikationen gehörte die von ihr 1896 gegründete Wochenzeitschrift La Conciencia Libre. Ságarra begann mit der Veröffentlichung in Valencia, wo sie gleich wegen zweier Artikel, die sich gegen die Entsendung von Soldaten für den Krieg in Kuba richteten, gemaßregelt und inhaftiert wurde. Die Zeitung erreichte landesweite Verbreitung und war zusammen mit Las Dominicales del Libre Pensamiento der Bezugspunkt für die Liberalen. Ab 1900 gab sie die Zeitschrift von Málaga aus heraus, da der Zivilgouverneur sie daran hinderte das Unternehmen zu führen, unter dem Namen ihres Mannes. Regelmäßig wurden Artikel zensiert und verboten und die konfessionelle Presse forderte ihre Schließung. Im Jahr 1905 stellte sie die Zeitung vorübergehend ein. Im Jahr 1907 zog sie die Zeitung nach Barcelona um. In dieser Phase übernahm José Torrubia Rojas die Redaktion, aber seine Arbeit war nur von kurzer Dauer, da er inhaftiert und die Zeitung wegen der Veröffentlichung eines Textes des portugiesischen Politikers und Dichters Abílio de Guerra Junqueiro endgültig geschlossen wurde.
Die wichtigste Publikation ihrer journalistischen Biografie war aber zweifelsohne die von 1925 bis 1928 in Mexiko herausgegebene Rumbos Nuevos. Die Publikation verband sie mit anderen antiimperialistischen, pazifistischen, antiklerikalen und pro-demokratischen intellektuellen Bewegungen. Sie verstand es, die verschiedenen aus dem revolutionären Prozess hervorgegangenen Modernisierungsansätze zusammenzuführen. Für Rumbos Nuevos schrieben die besten Autoren des Landes, die sich auf innovative Weise mit einer Vielzahl von Themen befassten. Auch das antiklerikale Thema wurde nicht aufgegeben. Sárraga war Teil der religiösen Konfrontation, die Cristero-Krieg (1926–1929) führte, der mehr als 200.000 Tote im Lande forderte. 1930, als der Krieg vorbei und der religiöse Konflikt abgeschwächt war, verlor Rumbos Nuevos einen Teil seiner ursprünglichen Bedeutung.